# Bosjöklosters kyrka
Bosjöklosters kyrka ligger intill Bosjökloster slott vid Ringsjön i mellersta Skåne. Den tillhör Ringsjö församling i Lunds stift.

## Kyrkobyggnaden
Kyrkan uppfördes i romansk stil av huggen sandsten omkring år 1175 som klosterkyrka åt ett benediktinskt nunnekloster och helgades åt Jungfru Maria och S:t Nicolaus. Ett kyrktorn byggdes till senare men revs på 1600-talet. Nuvarande valv i långhuset slogs på 1400-talet. Långhuset var ursprungligen tio meter högt, sänktes senare till omkring sex meter. En omfattande ombyggnad genomfördes under 1850-talet under ledning av Carl Georg Brunius då nuvarande kyrktorn tillkom.
En originell detalj är de "ljudkrukor" som ursprungligen täckt väggarna upp mot taket i det romanska långhuset, men nu bara kan ses från kyrkvinden ovanför valvet.

## Inventarier
- Kyrkans dopfunt i sandsten härstammar från 1400-talet. Tillhörande dopfat i mässing tillverkades på 1600-talet.
- Triumfkrucifixet i snidad ek tillverkades på 1400-talet.
- Ett altarskåp donerat till kyrkan av Powel Laxmand och hans hustru Thale Ulfstand 1588. Skåpet uppvisar flera äldre drag, men är troligen tillverkad vid den tiden.
- En predikstol från 1603 fanns fram till 1846 i kyrkan, då den ersattes av en ny. Delar av predikstolen användes för att bygga två skåp, som därefter fanns på Bosjöklosters slott. Ett av skåpen har det inskurna årtalet 1588 - som infogats på 1800-talet och saknar koppling till predikstolens datering.
- Bänkinredning, donerad till kyrkan av änkefru Thale Ulfstand 1601.

### Orgel
- Före 1914 fanns här en orgel med 5 stämmor av okänt ursprung.
- 1914 byggde Olof Hammarberg, Göteborg en orgel med 12 stämmor.
- Den nuvarande orgeln byggdes 1969 av J. Künkels Orgelverkstad AB, Lund en mekanisk orgel. Orgelns fasad är äldre än orgeln.

| Huvudverk I    | Svällverk II      | Pedal            | Koppel |
| Koppelflöjt 8' | Gedackt 8´        | Subbas 16´       | I/P    |
| Principal 4'   | Rörflöjt 4'       | Gedacktpommer 8' | II/P   |
| Spetsflöjt 4'  | Principal 2'      | Oktava 4'        | II/I   |
| Svegel 2'      | Sifflöjt 1'       | Nachthorn 2'     |        |
| Mixtur 3 chor  | Scharf 3 chor     |                  |        |
|                | Dulcian 8'        |                  |        |
|                | Crescendosvällare |                  |        |

## Epitafier och Gravstenar
- En gravsten Över Tage Hollunger från 1493
- En gravsten över Holger Laxmand, drunknad i Ringsjön 1562
- En gravsten över Povel Laxmand och hustrun Thale Ulfstand, jämte deras son Poul Laxmand.
- En gravsten över Birte Laxmand och Peder Bille, 1581 (hustrun vilar dock egentligen med sin andre man Corfitz Grubbe).
- Ett epitafium över släkten Laxmand från 1590-talet.

## Galleri

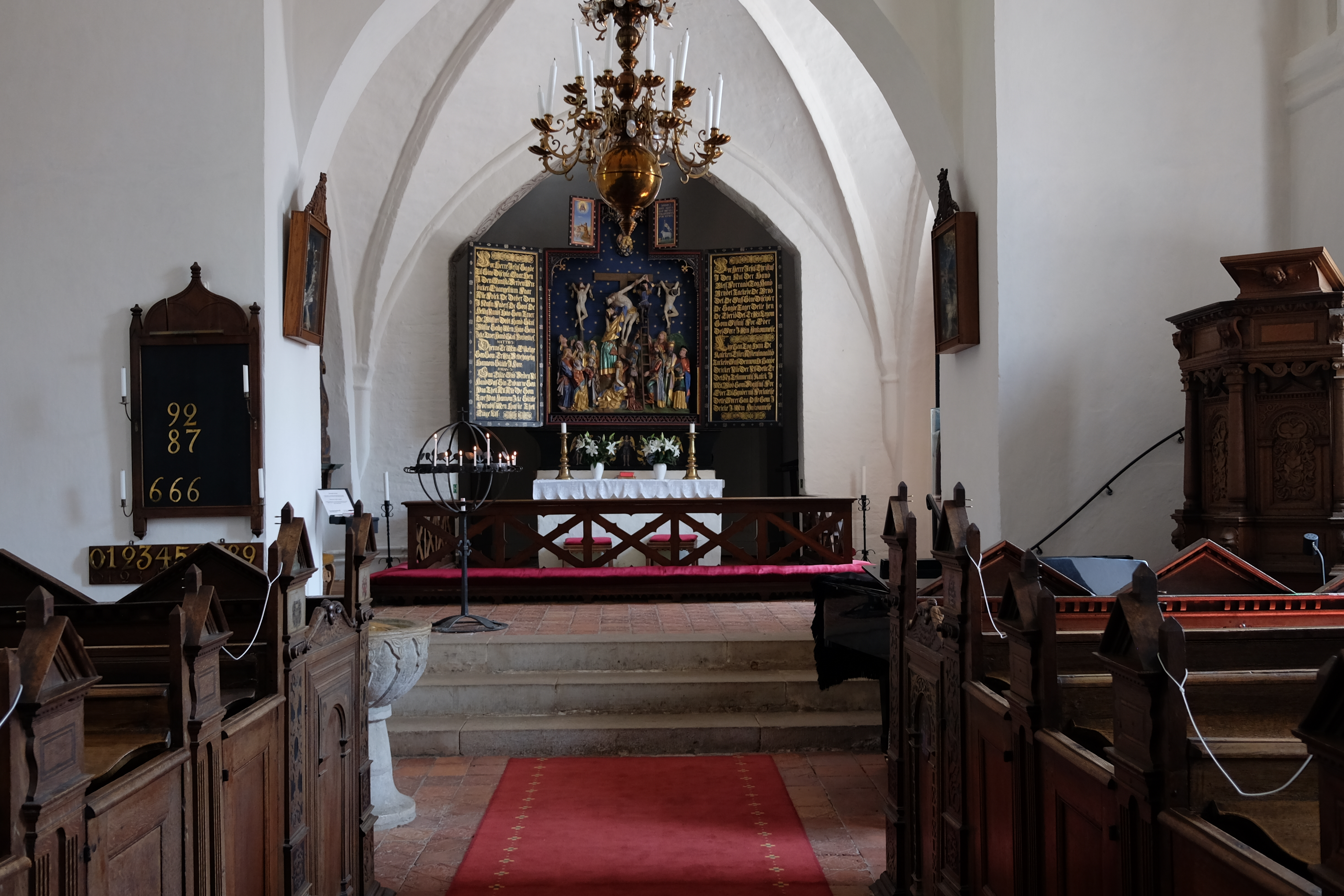
Koret
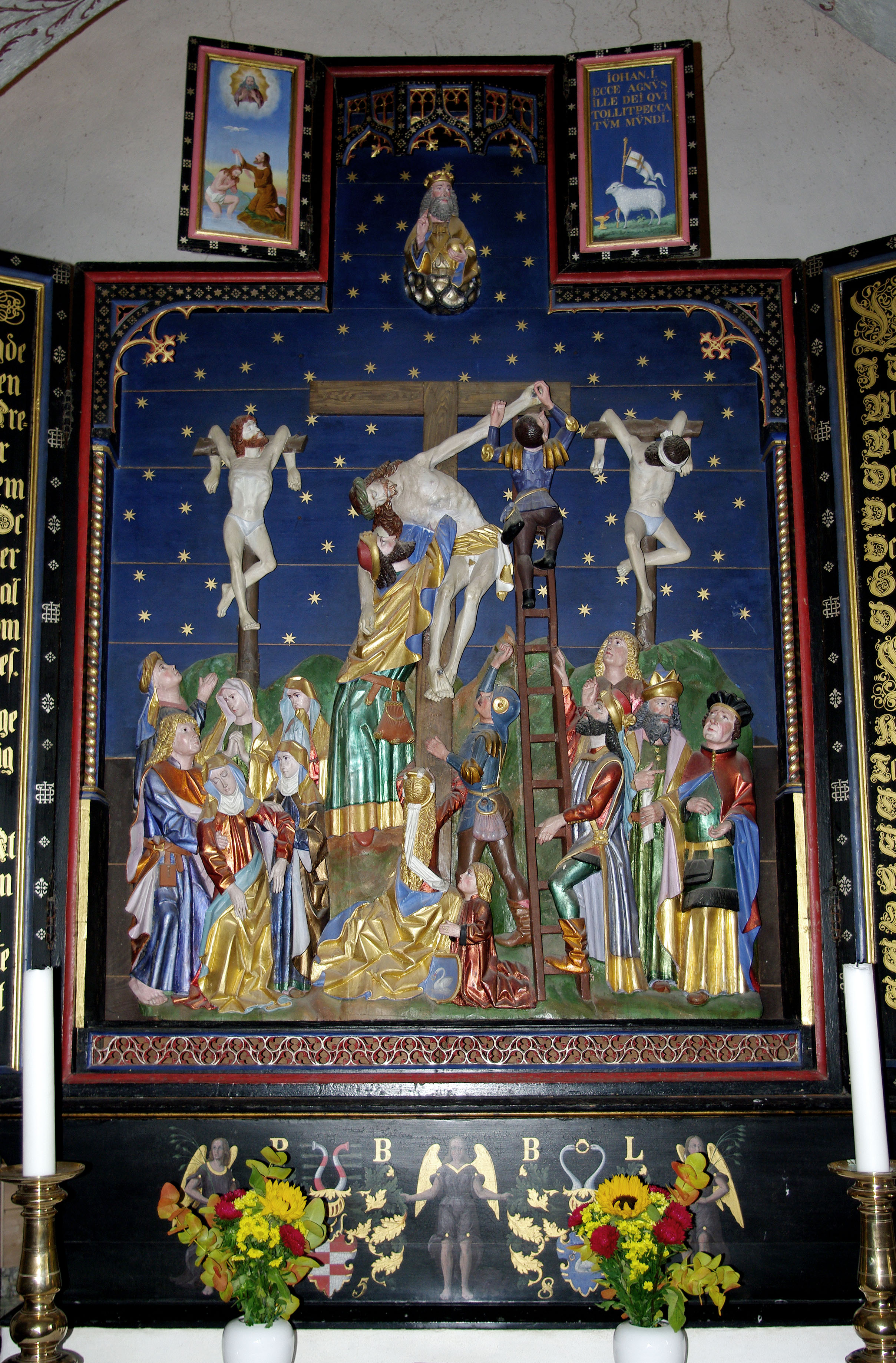
Altarskåpet
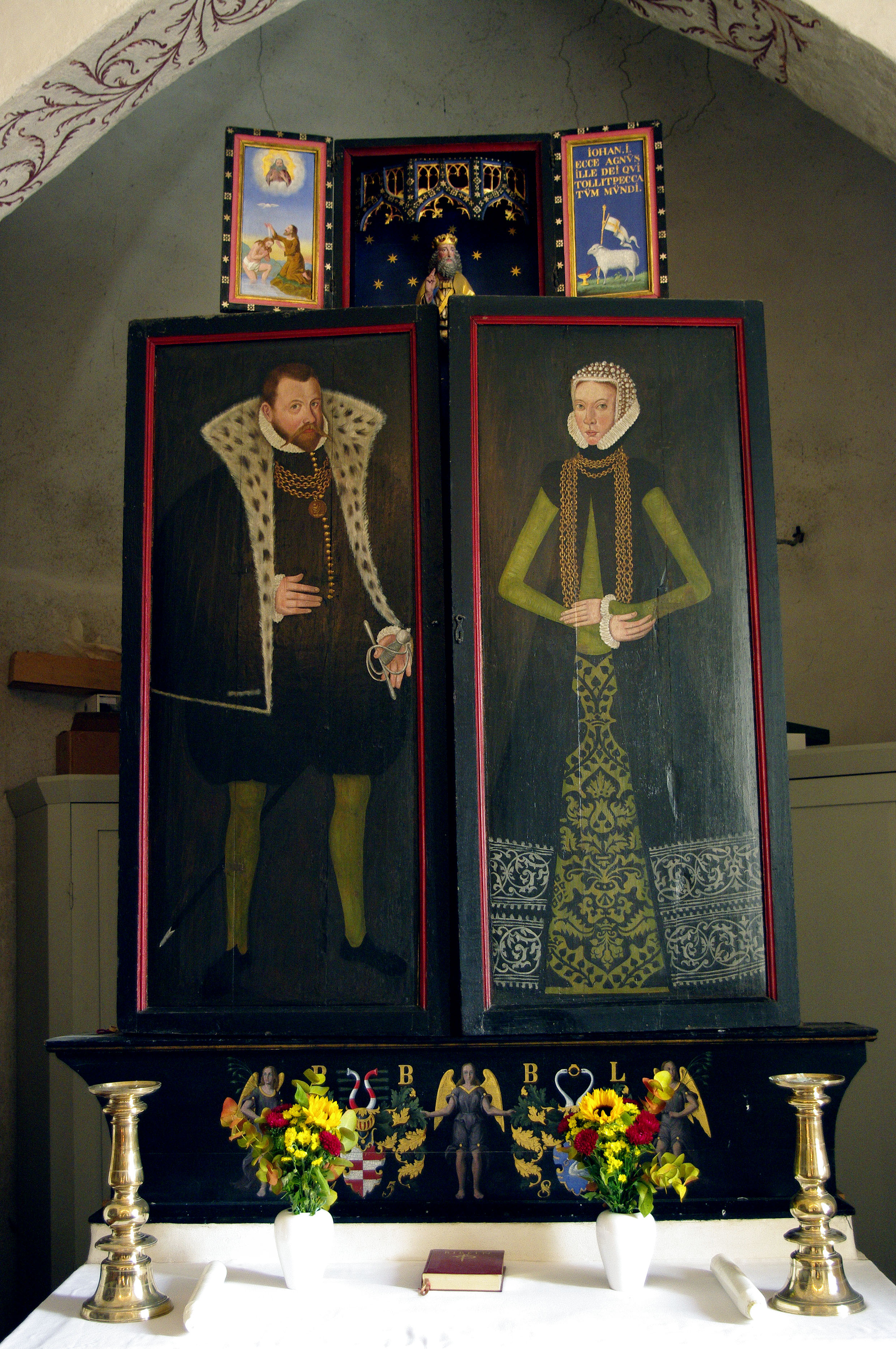
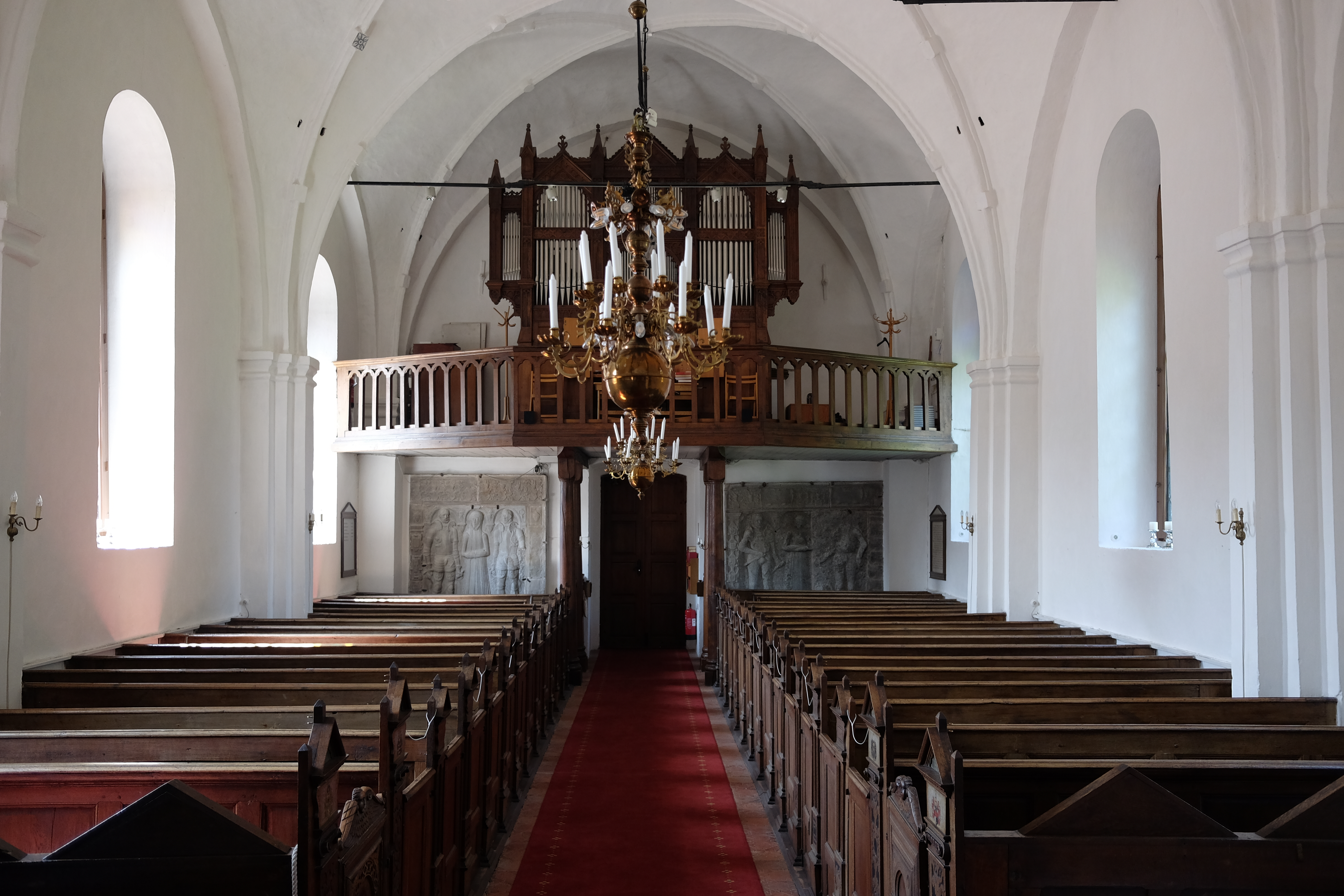
Interiör mot väster
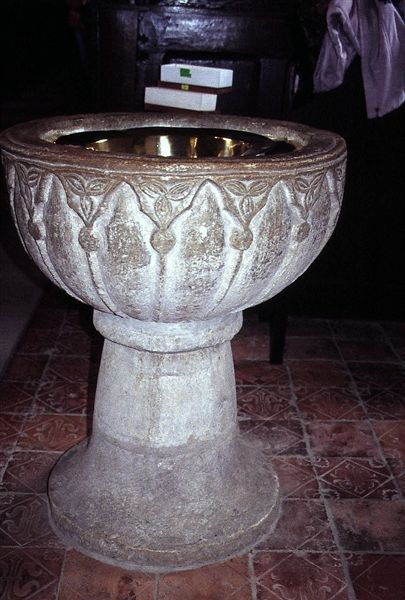
Dopfunten
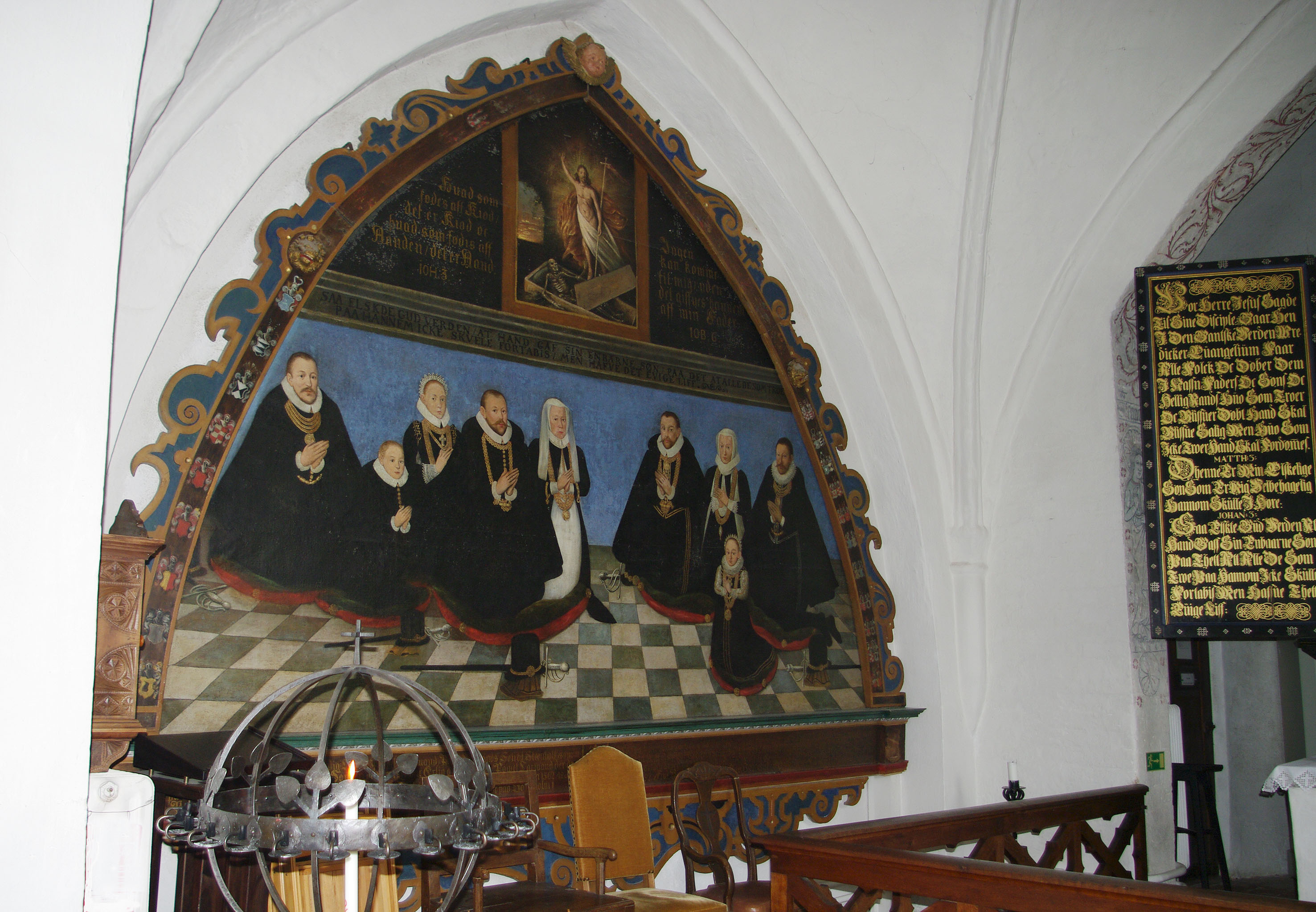
Interiör med epitafium över släkten Laxmand
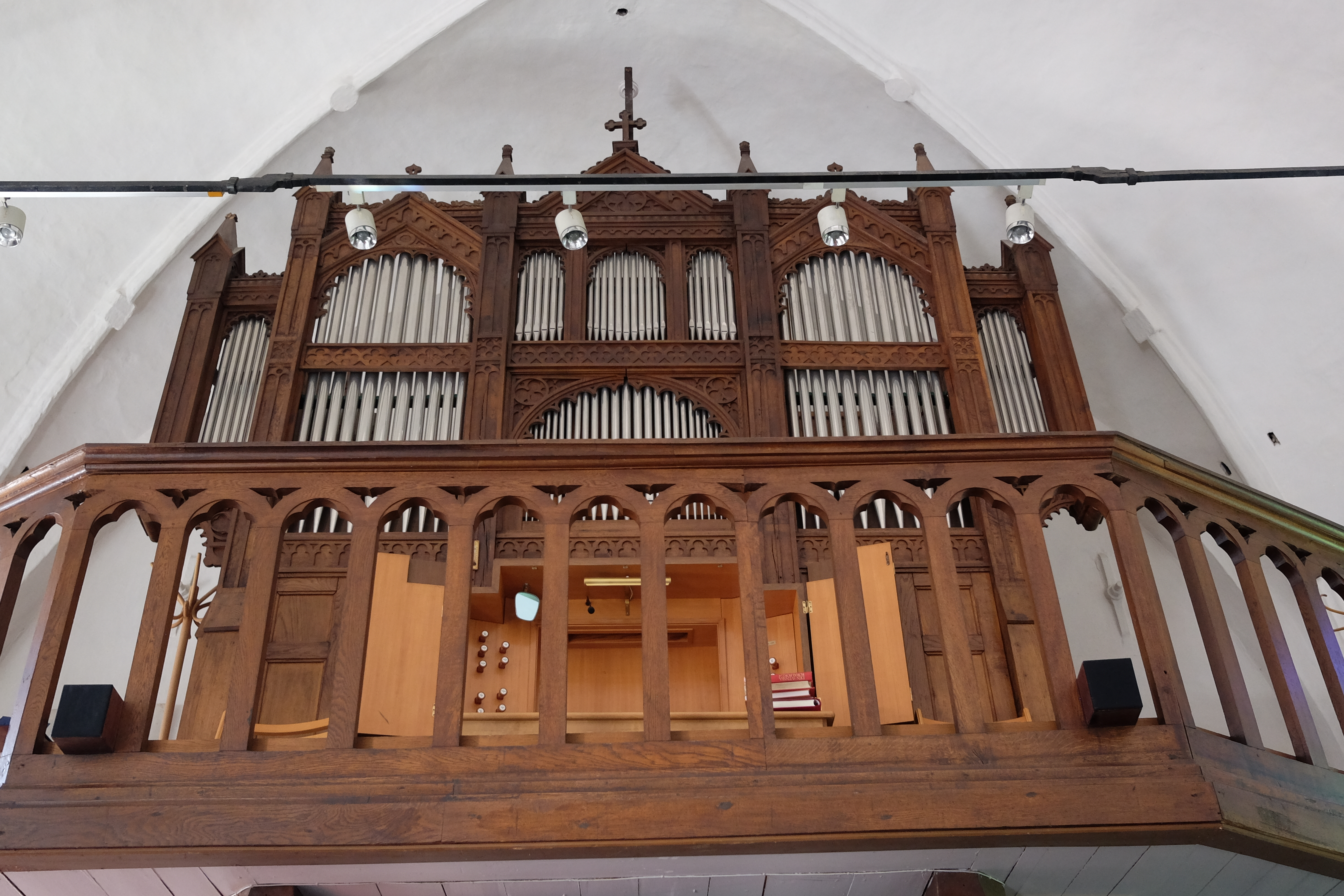
Orgeln